# Angerona
Angerona – bogini w mitologii rzymskiej. Miała niejednoznaczne kompetencje. Jej posąg w rzymskiej świątyni Volupii, niedaleko Porta Romanula, przedstawiał boginię z ustami zamkniętymi i zapieczętowanymi. Stąd wyprowadzano dwie możliwe interpretacje postaci bogini:
- Angerona była rozumiana jako bogini milczenia, strzegąca świętości nazwy Rzymu[1].
- Angerona była też uważana za boginię lęku i cierpienia. Zamknięte usta interpretowano wtedy jako symbol stłumienia lamentu i jęków[2][3].

Święto ku czci bogini, zwane angeronalia, obchodzono corocznie w Rzymie 21 grudnia.